# 1743

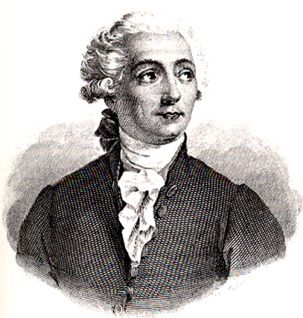
Antoine Lavoisier nasceu em Paris em 1743 e foi um brilhante cientista, considerado o pai da química moderna.

- Wikisource

| Calendário gregoriano                                                        | 1743 MDCCXLIII                      |
| Ab urbe condita                                                              | 2496                                |
| Calendário arménio                                                           | 1192 – 1193                         |
| Calendário bahá'í                                                            | -101 – -100                         |
| Calendário budista                                                           | 2287                                |
| Calendário chinês                                                            | 4439 – 4440 Início a 26 de janeiro  |
| Calendário copta                                                             | 1459 – 1460                         |
| Calendário etíope                                                            | 1735 – 1736                         |
| Calendários hindus - Vikram Samvat - Calendário nacional indiano - Cáli Iuga | 1798 – 1799 1664 – 1665 4843 – 4844 |
| Calendário Holoceno                                                          | 11743                               |
| Calendário islâmico                                                          | 1156 – 1157                         |
| Calendário judaico                                                           | 5503 – 5504                         |
| Calendário persa                                                             | 1121 – 1122                         |
| Calendário rúnico                                                            | 1993                                |
| Calendário solar tailandês                                                   | 2286                                |

1743 (MDCCXLIII, na numeração romana)  foi um ano comum do século XVIII do actual Calendário Gregoriano, da Era de Cristo, a sua letra dominical foi F (52 semanas), teve início a uma terça-feira e terminou também a uma terça-feira.
| Ano completo                       |
| ---------------------------------- |
| Ano comum com início à terça-feira |

## Eventos
- 18 de julho - Primeira vez que um anúncio de meia página de propaganda é publicada (NY Weekly Journal).

## Nascimentos
- 13 de Abril - Thomas Jefferson terceiro presidente norte-americano (m.1826).
- 24 de Maio - Jean-Paul Marat, médico, filósofo, teorista, jornalista, político e cientista político da Revolução Francesa (m. 1793).
- 2 de Junho - Cagliostro, ocultista italiano (m. 1795).
- 3 de Junho - Guilherme IX de Hesse-Cassel, primeiro eleitor de Hesse (m. 1821).
- 29 de Junho - Adolfo de Hesse-Philippsthal-Barchfeld, conde de Hesse-Philippsthal-Barchfeld (m. 1803).
- 19 de Agosto - Madame du Barry, amante do rei Luís XV de França (m. 1793).
- 26 de Agosto - Antoine Lavoisier, químico francês (m.1794).
- 28 de dezembro - Vitória de Rohan, princesa de Guéméné (m. 1807).
- Nicolau Abraão Abildgaard, foi um pintor dinamarquês, m. 1809.

## Mortes
- 21 de Dezembro – D. Francisco Xavier de Meneses, 4.º conde da Ericeira, escritor português (n. 1673).

## Por tema
- 1743 na ciência